# Eva Julia Lohse
Eva Julia Lohse (* 1979 in Erlangen) ist eine deutsche Rechtswissenschaftlerin und Hochschullehrerin an der Universität Bayreuth.

## Leben und Wirken
Lohse studierte Rechtswissenschaften an den Universitäten Erlangen und Lausanne. Nach ihrem Ersten Juristischen Staatsexamen erwarb sie 2005 an der University of Kent einen Mastertitel in Europarecht und Rechtsvergleichung. Nach ihrer Rückkehr nach Deutschland wurde sie wissenschaftliche Mitarbeiterin am Erlanger Lehrstuhl von Matthias Jestaedt. Unter dessen Betreuung wurde sie nach Elternzeit von September 2009 bis April 2010 im Jahr 2014 von der Universität Erlangen mit der schulrechtlichen Schrift Steuerung des Bildungserwerbs an öffentlichen Schulen – Neue Hand-lungsformen im Schulrecht zur Dr. iur. promoviert. Anschließend folgte sie ihrem akademischen Lehrer an die Universität Freiburg, wo sie 2015 habilitiert wurde und die Venia legendi für die Fächer Öffentliches Recht, Europarecht und Rechtsvergleichung erhielt.
Nach Lehrstuhlvertretungen an den Universitäten Freiburg und Augsburg nahm sie zum Wintersemester 2016/17 einen Ruf der Universität Bayreuth auf den Lehrstuhl für Öffentliches Recht III annahm, den sie seitdem innehat.

## Forschung und Lehre
Lohses Forschungsschwerpunkte liegen entsprechend der Ausrichtung ihres Lehrstuhls im Öffentlichen Recht. Hierbei konzentriert sie sich wiederum insbesondere auf das Unionsrecht und hier insbesondere die Grundfreiheiten, die Rechtsangleichung und das Beihilfenrecht. Auch international forscht sie zum Schutz von Grund- und Menschenrechten durch internationalisiertes Verwaltungsrecht. Innerhalb des nationalen Rechts forscht sie insbesondere zum Umweltrecht, insbesondere zu Partizipation und Nachhaltigkeit, stellt aber auch hier die internationalen Bezüge her. Auch die Kommunale Daseinsvorsorge und das Schul- und Bildungsverwaltungsrecht vor einem bildungsökonomischen Hintergrund gehören zu ihren Forschungsgebieten. Außerhalb des öffentlichen Rechts forscht sie zur Theorie der Rechtsvergleichung, der vergleichenden Rechtssoziologie, der Rechtsdidaktik und der Methodenlehre.

## Publikationen (Auswahl)
- The Role of Legal Transplants in the Process of Harmonisation of European Law: guarantee for success or the emergence of new cleavages? Universitätsverlag, Kent 2005 (englisch, Masterarbeit).
- mit Martin Zwickel und Matthias Schmidt: Kompetenztraining Jura: Leitfaden für eine juristische Kompetenz- und Fehlerlehre. De Gruyter, Berlin 2014, ISBN 978-3-11-031236-2.
- Verwaltungsrechtliche Steuerung von schulischem Bildungserwerb: Neue Handlungsformen an öffentlichen Schulen. Nomos, Baden-Baden 2015, ISBN 978-3-8487-1853-5 (Dissertation).
- Rechtsangleichungsprozesse in der Europäischen Union : Instrumente, Funktionsmechanismen und Wirkparameter effektiver Harmonisierung. Mohr Siebeck, Tübingen 2017, ISBN 978-3-16-154555-9 (Habilitationsschrift).